# يوسف شافي
يوسف شافي الملعبي العازمي، فنان شعبي كويتي ولد في الكويت عام 1977.

## المسيرة الفنية
وصل للجماهير في نهاية التسعينيات الميلادية من خلال أغنيته يا مال فرقا العين كان حجزوني والتي سجلت كجلسة ولقيت صدىً كبيرًا بين أوساط الشباب آنذاك تحديدًا في الكويت والسعودية مما اضطره إلى طرحها في ألبوم رسمي مع تعديل الأبيات لتتناسب مع توجه الشركة المنتجة، صدرت له عدة ألبومات عن مؤسسة السلسال الذهبي للإنتاج والتوزيع الفني وشركة الأوتار الذهبية وكان آخرها ألبومي (الصداقة) و (لا تعتذر) والتي طرحت تباعاً بين عامي 2010 و 2011، عرف عنه كتابة وتلحين معظم أغانيه لكنه في ظل ذلك تمكن من تحقيق نجاحات باهرة مع عدة أسماء من الشعراء وكان أبرزهم الشاعر السعودي عبد الله بن عميرة الذي شكل معه ثنائياً مميزاً في كل من حولي ابتعد و شمعة الروح و  على الله يا زمن وغيرها الكثير من الأغاني ، تعاون مع الفنان خالد عبد الرحمن الذي قدم له لحن وكلمات أغنية أنا مثل الذي تايه.
يوسف مقلّ جدًا في الحفلات إذ لم يسجل له إلا حضور يتيم في حفلات إذاعة صوت الريان بسوق واقف في قطر عام 2009.

## اعتزاله
أعلن في أبريل 2011 عبر موقعه الرسمي عن اعتزاله الغناء في تصريح كان يتحدث عن أحوال الأمة وظهور علامات الساعة ، توجه بعد الاعتزال لفن الشيلات وقدم العديد منها وكان أبرزها (بروق عاصفة الحزم) التي شارك في كتابة كلماتها عدة شاعرات سعوديات تضامناً مع عملية عاصفة الحزم التي تقودها السعودية ضد المتمردين الحوثيين في اليمن.
لا زال رغم انخفاض جماهيريته وتراجع شعبيته بين أبناء الجيل الحالي حاضرًا في مواقع التواصل الاجتماعي للتواصل مع محبيه. ظهر في 2015 في تعاون مع رفيق مسيرته الفنان الأردني خالد الزواهرة من خلال أغنية قبل أمس  التي كتب كلماتها وألقاها صوتياً في بداية الأغنية في إشارة لاعتداله وعدم تشدده كما روجت بعض المواقع الإسلامية في أيام إعلان اعتزاله الأولى.